# هبان (رستاق)
هبان (بالفارسية: هپان) هي قرية تقع في إيران في Rostaq Rural District. يقدر عدد سكانها بـ 40 نسمة بحسب إحصاء 2016.